# Les Trois Vallées

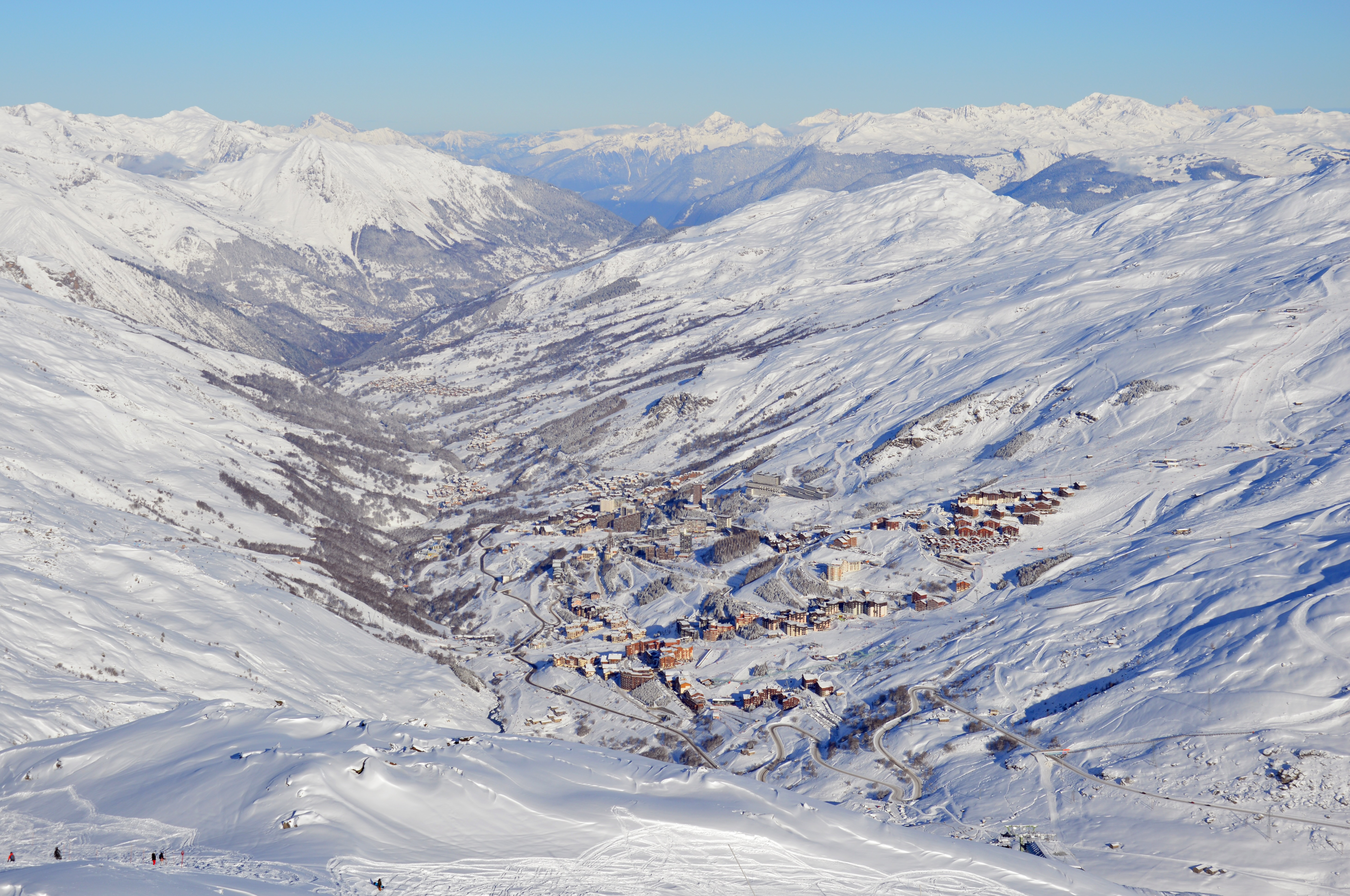
Översikt över Les Menuires i Bellevilledalen, en av de tre dalarna.

Les Trois Vallées (De tre dalarna) är namnet på ett skidområde i Tarantaise, Savoie-regionen i franska Alperna.  Les Trois Vallées är det största sammanhängande skidområdet i världen. Sedan år 1973 har man kunnat skida mellan de olika dalarna med ett enda liftkort. Det finns över 600 km nedfarter vilket leder till en yta på 18,5 km² preparerade pister, varav hälften förses med konstsnö. Skidliftarnas antal är 162 och de kan transportera 286 000 skidåkare per timme. Det finns också 120 km spår för längdåkning.
I Tarentaiseområdet ligger dessutom den största koncentrationen av berömda skidorter i världen. Grannsystemen är Espace Killy (Val d'Isère och Tignes) samt Paradiski (Les Arcs och La Plagne). Ett veckoliftkort i Les Trois Vallées gäller även för ett dagsbesök i grannsystemen. Det har funnits planer att bygga ihop liftarna i dessa tre system till ett som skulle bli världens i särklass största men har omöjliggjorts då delar av Tarantaise är naturskyddsområden.
Som namnet säger bestod Les Trois Vallées ursprungligen av tre dalar: Saint-Bon, Allues och Belleville. Senare har en fjärde dal anslutits till området; Maurienne som ligger nära Val Thorens. Följande skidorter hör till Les Trois Vallées:
| Dal        | Skidort                 | Grundad | Höjd (m)  |
| ---------- | ----------------------- | ------- | --------- |
| Saint-Bon  | Courchevel              | 1946    | 1300-1850 |
| Saint-Bon  | la Tania                | 1990    | 1400      |
| Allues     | Méribel                 | 1939    | 1450-1800 |
| Allues     | Brides-les-Bains        | 1992    | 600       |
| Belleville | Val Thorens             | 1972    | 2300      |
| Belleville | Les Menuires            | 1964    | 1850      |
| Belleville | St-Martin-de-Belleville | 1983    | 1400      |
| Maurienne  | Orelle                  | 1996    | 880       |